# Krásnohorské Podhradie
Krásnohorské Podhradie (hongrois : Krasznahorkaváralja, allemand : Kraßnohorska) , est un village de Slovaquie situé dans la région de Košice.

## Histoire
La première mention écrite du village date de 1322.
Le village, inclus dans le comitat de Abaúj, fait partie du royaume de Hongrie jusqu'au traité de Trianon en 1920. La localité est annexée par la Hongrie après le premier arbitrage de Vienne le 2 novembre 1938. En 1938, on comptait 1 184 habitants. Elle faisait partie du district de Rožňava (hongrois : Rozsnyói járás). Le nom de la localité avant la Seconde Guerre mondiale était Krásnohorské Podhradie/Kraszna Horka-Váralja. Durant la période 1938 - 1945, le nom hongrois Krasznahorkaváralja était d'usage. À la libération, la commune a été réintégrée dans la Tchécoslovaquie reconstituée.

## Démographie

### Évolution de la population
| Année:               | 1994. | 2004.    | 2014.   | 2024.   |
| -------------------- | ----- | -------- | ------- | ------- |
| Nombre de personnes: | 2068  | 2476     | 2634    | 2832    |
| Différence:          |       | +19,72 % | +6,38 % | +7,51 % |

| Année:               | 2023. | 2024.   |
| -------------------- | ----- | ------- |
| Nombre de personnes: | 2822  | 2832    |
| Différence:          |       | +0,35 % |

## Patrimoine
Le château de Krásna Hôrka ayant appartenu à la famille Andrássy domine le village. Au début du XXe siècle, un mausolée fut construit par le comte Dénes Andrássy (en) pour sa femme.